# Golden (Jung Kook)
Golden è il primo album in studio del cantante sudcoreano Jung Kook, pubblicato il 3 novembre 2023.

## Antefatti e pubblicazione
In un'intervista rilasciata il 13 luglio 2023 a Variety in occasione del suo debutto solista con il singolo Seven, Jung Kook ha espresso l'intenzione di pubblicare un album a cui stava lavorando entro la fine dell'anno, sebbene fosse ancora troppo presto per condividere ulteriori dettagli. Il disco è stato annunciato alla mezzanotte del 4 ottobre, mentre la lista tracce è uscita dodici giorni dopo. Golden è stato pubblicato il 3 novembre alle 13 (ora coreana) insieme al video musicale del singolo di traino Standing Next to You.

## Descrizione
Golden è stato pensato per il mercato internazionale, ed è perciò cantato interamente in inglese. Sebbene in un primo momento Jung Kook si sia chiesto se fosse giusto che un artista coreano non includesse neanche una canzone nella propria lingua madre, ha preso questa decisione per mettersi alla prova. Il filo conduttore sono i suoi "momenti d'oro" come solista, ed egli ha selezionato canzoni appartenenti a diversi generi per mostrare un vasto spettro musicale: l'album spazia quindi dal pop all'R&B, dal funk anni Settanta al crooning. Si apre con 3D, una canzone R&B pop dal sound old school, e continua con Closer to You, che fonde R&B e reggaeton, e Seven, dal ritmo UK garage, prima di arrivare a Standing Next to You, il singolo principale retro funk. Yes or No è un pezzo alla chitarra, mentre Please Don't Change unisce afropop e electronic dance pop. Hate You e Shot Glass of Tears sono pop ballad, Somebody appartiene all'acoustic pop, e Too Sad to Dance è un brano R&B con una melodia triste al basso. Il titolo rimanda anche al suo soprannome di "golden maknae" (dove maknae in coreano significa "il più giovane" di un gruppo, in questo caso dei BTS), assegnatogli da RM in quanto apparentemente dotato di talento per qualsiasi cosa.
Tematicamente, Golden esplora i mutamenti che avvengono in una relazione, richiamando sentimenti d'amore nella prima parte e l'atmosfera malinconica di una rottura nella seconda. Jung Kook non ha partecipato alla scrittura dei testi e alla composizione delle melodie, preferendo sperimentare con la voce, dichiarando in proposito:
Ha inoltre affermato di aver scelto canzoni d'amore per la loro universalità, e che i testi, in cui si parla anche apertamente di sesso e droghe, non dovrebbero essere interpretati come autobiografici.

## Promozione
Per promuovere Golden negli Stati Uniti, Jung Kook è apparso al The Tonight Show Starring Jimmy Fallon il 6 novembre, rilasciando un'intervista ed esibendosi con Standing Next to You, e alla Citi Concert Series del Today Show il giorno successivo, dove ha eseguito i tre singoli estratti dall'album. Quella stessa sera è salito sul palco del TSX Entertainment per un mini-concerto a sorpresa a Times Square, annunciato trenta minuti prima dell'inizio. Ha registrato Standing Next to You, 3D, Seven e Closer to You, quest'ultima al suo debutto dal vivo, per la serie Audacy Live della radio statunitense Audacy; il video è stato caricato su YouTube il 14 novembre.
Il 20 novembre ha tenuto un concerto per commemorare l'uscita dell'album alla Jangchung Arena di Seul, eseguendo tutte le canzoni di Golden e alcuni pezzi dei BTS davanti a 2 800 fan. Lo show è stato trasmesso anche in diretta su Weverse in 224 Paesi del mondo, venendo seguito da un massimo di 1,2 milioni di spettatori contemporaneamente.
Il 4 dicembre si è esibito con Seven e Standing Next to You al programma giapponese CDTV.
Il 18 settembre 2024 è uscito nei cinema Jung Kook: I Am Still, un film-documentario che ripercorre gli otto mesi in cui l'album è stato preparato e promosso.

## Accoglienza
| Recensione       | Giudizio |
| ---------------- | -------- |
| AllMusic         |          |
| Evening Standard |          |
| The Guardian     |          |
| i                |          |
| IZM              |          |
| NME              |          |
| The Observer     |          |

Nella sua recensione per NME, Rhian Daly ha apprezzato che Jung Kook "incarni le emozioni di ogni canzone e ciascuno stile con facilità; un camaleonte musicale che si trasforma in ogni nuovo sound". Come pezzi migliori ha scelto "quelli che sembrano inni da classico re del pop", quindi 3D, Yes or No, Hate You e Too Sad to Dance, mentre ha criticato Somebody per l'uso del processore robotico. Nel complesso ha trovato che Golden riesca a "catturare la maestria sfaccettata, la voce carismatica e l'irresistibile appeal pop di Jungkook in 10 canzoni facilmente gradevoli preparate per il successo commerciale", ma anche che "non sembra un album che lui e lui solo avrebbe potuto pubblicare", concludendo che comunque "gli anni 2020 hanno trovato il loro re del pop e Golden gli assicura il trono". Maria Sherman di AP News l'ha definito "uno dei debutti pop più forti dell'anno" e un "album di beatitudine pop", mentre per David Smyth dell'Evening Standard, Golden "spunta molte caselle per gli amanti del pop" e "ciò che lo eleva è la sua voce fluida, espressiva, che trasporta costantemente il materiale da classifica a un piano superiore". Su AllMusic, Neil Z. Yeung ha scritto che "anche se la lunga lista di nomi di prim'ordine allegata al progetto lascia pochi dubbi sul fatto che sia stato creato su misura per renderlo una star ancora più grande, tutto funziona così bene grazie alla voce esperta e al fascino naturale di Jung Kook". Mary Siroky di Consequence ha trovato che "i punti luminosi dell'album sono davvero abbaglianti, con alcune delle tracce secondarie non molto memorabili a confronto, e per questo motivo, l'album sembra abbastanza sbilanciato – le prime cinque tracce sono chiaramente dei pezzi forti, ma l'energia cala nella seconda metà del disco", concludendo che "anche nei momenti meno duraturi di Golden, Jung Kook rimane interessante, brandendo la sua voce con precisione atletica". Per Ed Power di i, Seven e 3D all'inizio del disco danno l'impressione che "la carriera solista di Jungkook sarà ricca di idee riciclate e testi NSFW", ma "fortunatamente, quella sensazione si dimostra fuorviante. Golden traccia l'arco di una storia d'amore dall'infatuazione allo struggimento. Con l'incupirsi dell'atmosfera, le canzoni migliorano". Secondo Michael Cragg dell'Observer, "Golden è pieno di punti luminosi, ma brilla completamente solo ogni tanto", "decolla[ndo] quando Jung Kook riesce a concentrarsi sul suo falsetto mielato" in Standing Next to You e 3D, mentre l'utilizzo di sound già sperimentati da cantanti come Craig David e Justin Timberlake "evidenzia la fatica di Jung Kook di trovare un proprio sound e identità".
In una recensione critica, Alexis Petridis del Guardian ha scritto che "è ben fatto, attraente – ma nonostante ciò, Golden è un album destinato a lasciare che gli ascoltatori più agnostici s'interroghino sul motivo di tanto clamore. [...] Suona semplicemente come del pop mainstream decente: sonoramente non accade niente che suoni particolarmente unico o fresco", e ha definito Standing Next to You "l'unico vero fiasco" che "inizia in modo favoloso – un'introduzione grande, clamorosa, dal suono vivo che avrebbe potuto uscire da Random Access Memories dei Daft Punk – poi si trasforma in pallida disco-house mid-tempo". Han Sung-hyun di IZM ha stroncato Golden, sostenendo che manchi di individualità e che "sembra di ascoltare una playlist generata automaticamente da un algoritmo".
Il New York Times l'ha inserito tra gli album più belli del 2023.

## Tracce
1. 3D (feat. Jack Harlow) – 3:21 (BloodPop, David Stewart, Jack Harlow)
2. Closer to You (feat. Major Lazer) – 2:50 (Gregory Aldae Hein, Jordan Douglas, Kurtis Wels, Tyshane Thompson, Emeric Boxall, Jamison Baken, Thomas Wesley Pentz, DJ Tay James)
3. Seven (feat. Latto) (Explicit Ver.) – 3:03 (Andrew Watt, Jon Bellion, Cirkut, Theron Makiel Thomas, Latto)
4. Standing Next to You – 3:26 (Andrew Watt, Henry Walter, Ali Tamposi, Jon Bellion)
5. Yes or No – 2:27 (Blake Slatkin, Henry Walter, Ed Sheeran, Johnny Mcdaid)
6. Please Don't Change (feat. DJ Snake) – 2:26 (William Grigahcine, Adio Marchant, Yannic Rastogi, Zacharie Raymond)
7. Hate You – 2:34 (Henry Walter, Peter Rycroft, Scott Harris, Shawn Mendes)
8. Somebody – 2:48 (Jon Bellion, Allen Ritter)
9. Too Sad to Dance – 2:55 (David Stewart)
10. Shot Glass of Tears – 2:47 (David Stewart, Jessica Agombar, Michael Pollack, Gregory Aldae Hein)
11. Seven (feat. Latto) (Clean Ver.) – 3:03 (Andrew Watt, Jon Bellion, Cirkut, Theron Makiel Thomas, Latto)

## Formazione
- Jung Kook – voce, cori, fischio (traccia 6)
- Jessica Agombar – scrittura (traccia 10)
- Aldae – cori (traccia 10)
- John Armstrong – assistenza alla registrazione (traccia 1)
- Jamison Baken – scrittura (traccia 2)
- Banx & Ranx – produzione (traccia 6), sintetizzatore (traccia 6), tastiera (traccia 6), batteria (traccia 6)
- Rachel Blum – assistenza al missaggio (traccia 8)
- Kieron Beardmore – assistenza al missaggio (tracce 2, 9)
- Jon Bellion – produzione (traccia 8), scrittura (tracce 3-4, 8, 11), cori (tracce 3-4, 8, 11)
- BloodPop – produzione (traccia 1), scrittura (traccia 1), tastiera (traccia 1), percussioni (traccia 1), programmazione (traccia 1), tutti gli altri strumenti (traccia 1), registrazione (traccia 1)
- Bryce Bordone – assistenza al missaggio (tracce 1, 3-5, 7, 11)
- Emeric Boxall – scrittura (traccia 2)
- Mike Bozzi – mastering
- Braden Bursteen – assistenza alla registrazione (traccia 4)
- Cirkut (Henry Walter) – produzione (tracce 3-5, 7, 11), scrittura (tracce 3-4, 7, 11), tastiera (tracce 3-5, 7, 11), batteria (tracce 3-4, 11), programmazione (tracce 3-5, 7, 11), cori (tracce 3, 11), strumenti aggiuntivi (traccia 5), registrazione (traccia 7)
- Diplo (Thomas Wesley Pentz) – produzione (traccia 2), scrittura (traccia 2), batteria (traccia 2), programmazione (traccia 2)
- DJ Riggins – assistenza al missaggio (traccia 8)
- DJ Snake (William Grigahcine) – artista ospite (traccia 6), produzione (traccia 6), scrittura (traccia 6), sintetizzatore (traccia 6), tastiera (traccia 6), batteria (traccia 6), missaggio (traccia 6)
- DJ Tay James – scrittura (traccia 2)
- Jordan Douglas – scrittura (traccia 2)
- Evan – editing digitale (traccia 8)
- Eric Eylands – assistenza alla registrazione (traccia 1)
- Chris Gehringer – mastering
- Șerban Ghenea – missaggio (tracce 1, 3-5, 7, 11)
- Jack Harlow – voce ospite (traccia 1), scrittura (traccia 1), cori (traccia 1)
- Scott Harris – scrittura (traccia 7)
- Gregory Aldae Hein – scrittura (tracce 2, 10)
- Hiss Noise – editing digitale (traccia 8)
- Ben Hogarth – registrazione voce di Latto (tracce 3, 11)
- Ash Howes – missaggio (traccia 10)
- Sean Hurley – basso (traccia 5)
- Jaycen Joshua – missaggio (traccia 8)
- Jordan Katz – tromba (traccia 4), flicorno soprano (traccia 4), trombone (traccia 4)
- James King – sassofono tenore (traccia 4), sassofono baritono (traccia 4), sassofono contralto (traccia 4)
- Paul LaMalfa – registrazione (tracce 3-4, 11)
- Latto – voce ospite (tracce 3, 11), scrittura (tracce 3, 11)
- Leclair – produzione (traccia 2), piano (traccia 2), sintetizzatore (traccia 2), basso (traccia 2), batteria (traccia 2), programmazione (traccia 2)
- Damien Lewis – percussioni (traccia 1), registrazione (traccia 1)
- Lostboy – co-produzione (traccia 7), piano (traccia 7)
- Maesic – produzione (traccia 2), sintetizzatore (traccia 2), basso (traccia 2), programmazione (traccia 2)
- Major Lazer – artista ospite (traccia 2)
- Adio Marchant – scrittura (traccia 6)
- Johnny Mcdaid – scrittura (traccia 5)
- Shawn Mendes – scrittura (traccia 7)
- Nömak – missaggio (traccia 6)
- Pdogg – arrangiamento vocale (tracce 1-2, 5-10), registrazione (tracce 1-2, 5-10)
- Michael Pollack – scrittura (traccia 10), cori (traccia 10)
- Yannic Rastogi – scrittura (traccia 6)
- Jacob Richards – assistenza al missaggio (traccia 8)
- Zacharie Raymond – scrittura (traccia 6)
- Allen Ritter – produzione (traccia 8), scrittura (traccia 8), tutti gli strumenti (traccia 8)
- Johan "Roza" Rosa – produzione (traccia 8), tutti gli strumenti (traccia 8)
- Peter Rycroft – scrittura (traccia 7)
- Mike Seaberg – ingegneria del missaggio (traccia 8)
- Ed Sheeran – scrittura (traccia 5), chitarra (traccia 5)
- Jon Sher – assistenza alla registrazione (traccia 1)
- Blake Slatkin – produzione (traccia 5), scrittura (traccia 5), tastiera (traccia 5), chitarra (traccia 5), basso (traccia 5), strumenti aggiuntivi (traccia 5), programmazione (traccia 5)
- Marco Sonzini – registrazione (tracce 3-4, 11)
- Mark "Spike" Stent – missaggio (tracce 2, 9)
- David Stewart – produzione (tracce 1, 9-10), scrittura (tracce 1, 9-10), basso (tracce 1, 9-10), cori (tracce 1, 10), produzione vocale (tracce 1, 10), registrazione (traccia 1), tastiera (traccia 9), piano (tracce 9-10), chitarra (tracce 9-10), percussioni (tracce 9-10), sintetizzatore (traccia 10), programmazione (traccia 10)
- Ali Tamposi  – scrittura (traccia 4)
- Theron Makiel Thomas – scrittura (tracce 3, 11), cori (tracce 3, 11)
- Tyshane Thompson – scrittura (traccia 2)
- Tommy Turner – assistenza alla registrazione (tracce 3-4, 11)
- Andrew Watt – produzione (tracce 3-4, 11), scrittura (tracce 3-4, 11), tastiera (tracce 3-4, 11), chitarra (tracce 3-4, 11), cori (tracce 3-4, 11), piano (traccia 4), basso (traccia 4), batteria (traccia 4), percussioni (traccia 4)
- Kurtis Wels – scrittura (traccia 2)
- Matt Wolach – assistenza al missaggio (tracce 2, 9)

## Successo commerciale
Nel suo giorno di uscita, Golden ha raggiunto la vetta della classifica album di iTunes in 77 paesi del mondo, mentre il brano Standing Next to You è arrivato al primo posto in 71 territori. Su Spotify l'opera ha accumulato 39,65 milioni di riproduzioni in ventiquattr'ore, diventando l'album di un solista K-pop più ascoltato sulla piattaforma durante la prima giornata di disponibilità; Seven e Standing Next to You hanno occupato rispettivamente il primo e il secondo posto della classifica globale, mentre le altre tracce sono apparse nella top 30.
In Corea del Sud, Standing Next to You è entrato nella top 100 di Melon al 7º posto un'ora dopo l'uscita, salendo di tre posizioni entro fine giornata; Golden, invece, ha venduto 2 147 389 copie secondo la Hanteo Chart, segnando il nuovo record di vendite giornaliere per un solista K-pop nella storia della classifica. Ha poi segnato anche il record settimanale per un solista sulla Hanteo Chart grazie a 2 438 000 copie.
In Giappone l'album ha venduto 205 961 copie fisiche nella sua prima giornata di disponibilità.
Golden ha debuttato secondo sulla Billboard 200 statunitense con 210 200 unità equivalenti ad album, composte da 128 500 CD e 36 300 download, 29 800 stream-equivalent albums risultanti da 41,59 milioni di riproduzioni in streaming delle varie tracce, e 15 600 track-equivalent albums derivanti dalle vendite digitali dei singoli brani.
Considerando sia i formati fisici che quelli digitali, è stato il 14º album più venduto al mondo nel 2023 secondo la International Federation of the Phonographic Industry.

## Classifiche

### Classifiche settimanali
| Classifica (2023) | Posizione massima |
| ----------------- | ----------------- |
| Australia         | 2                 |
| Austria           | 3                 |
| Belgio (Fiandre)  | 5                 |
| Belgio (Vallonia) | 1                 |
| Canada            | 4                 |
| Corea del Sud     | 1                 |
| Danimarca         | 7                 |
| Finlandia         | 12                |
| Francia           | 1                 |
| Germania          | 6                 |
| Giappone          | 1                 |
| Grecia            | 17                |
| Irlanda           | 6                 |
| Islanda           | 24                |
| Italia            | 3                 |
| Lettonia          | 1                 |
| Lituania          | 1                 |
| Norvegia          | 11                |
| Nuova Zelanda     | 2                 |
| Paesi Bassi       | 10                |
| Polonia           | 1                 |
| Regno Unito       | 3                 |
| Repubblica Ceca   | 13                |
| Slovacchia        | 8                 |
| Spagna            | 8                 |
| Stati Uniti       | 2                 |
| Svezia            | 12                |
| Svizzera          | 4                 |
| Ungheria          | 5                 |

### Classifiche di fine anno
| Classifica (2023) | Posizione |
| ----------------- | --------- |
| Austria           | 60        |
| Belgio (Fiandre)  | 196       |
| Belgio (Vallonia) | 154       |
| Corea del Sud     | 8         |
| Francia           | 141       |
| Portogallo        | 9         |
| Svizzera          | 90        |
| Ungheria          | 47        |
| Classifica (2024) | Posizione |
| Belgio (Fiandre)  | 193       |
| Francia           | 171       |
| Portogallo        | 74        |
| Stati Uniti       | 80        |
| Ungheria          | 62        |

## Riconoscimenti
- Asian Pop Music Award[76][77]
  - 2023 – Top 20 degli album stranieri dell'anno
  - 2023 – Candidatura Album straniero dell'anno
- Billboard Music Award[78]
  - 2024 – Miglior album K-pop
- Circle Chart Music Award[79]
  - 2024 – Artista dell'anno (album)
- Golden Disc Award[80]
  - 2024 – Miglior album
- iHeartRadio Music Awards[81]
  - 2024 – Candidatura Album di debutto preferito
- Korean Music Award[82]
  - 2024 – Candidatura Miglior album K-pop
- MAMA Award[83]
  - 2024 – Candidatura Album dell'anno
- Melon Music Award[84]
  - 2024 – Millions Top 10
- Music Awards Japan
  - 2025 – Candidatura Miglior album[85]